# Ichthyaetus hemprichii

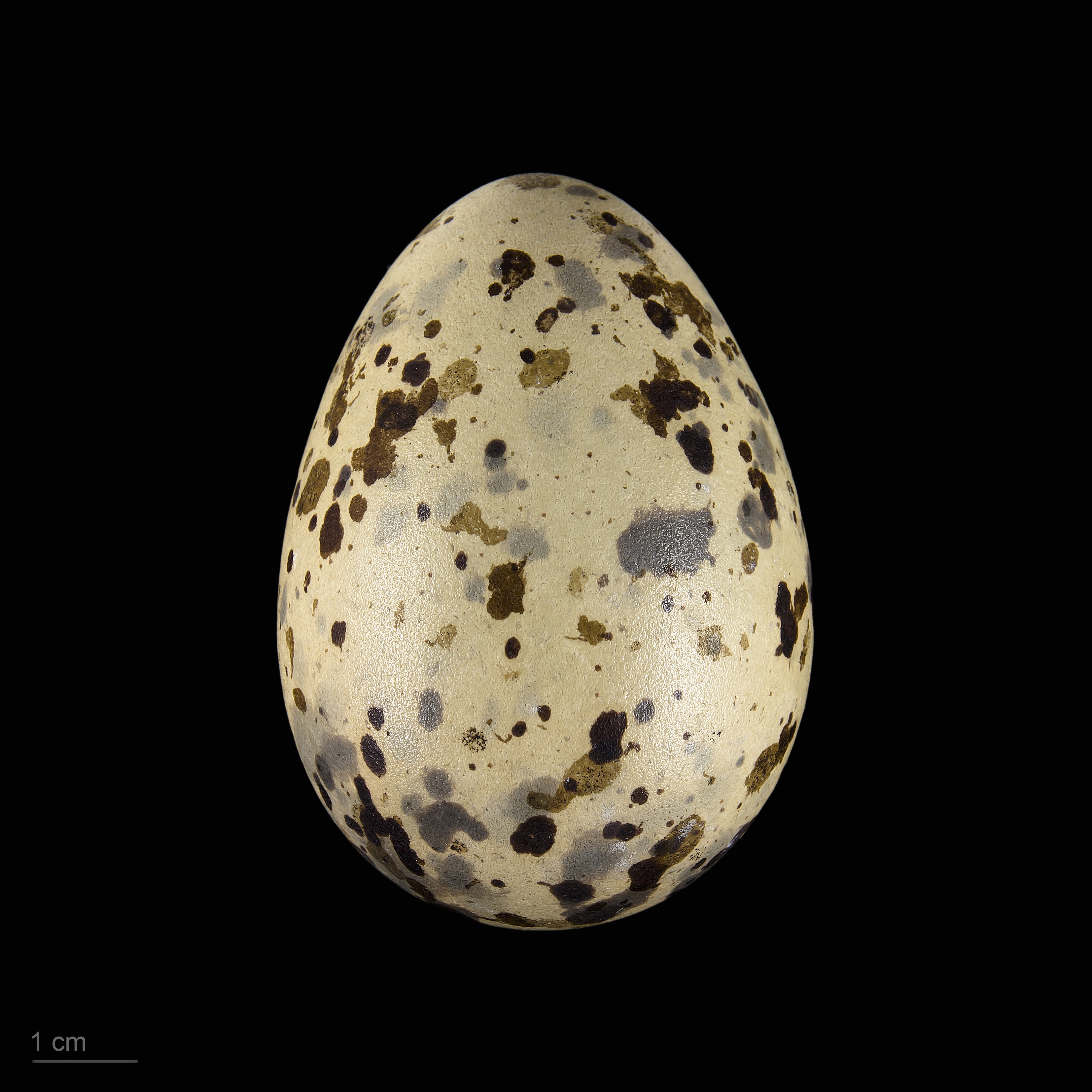
Ichthyaetus hemprichii

Il gabbiano di Hemprich, gabbiano fuligginoso o gabbiano dal collare (Ichthyaetus hemprichii, Bruch 1853) è un uccello della famiglia dei Laridi.

## Sistematica
Ichthyaetus hemprichii non ha sottospecie, è monotipico.

## Distribuzione e habitat
Questo gabbiano vive nell'Africa orientale, dall'Egitto al Mozambico; nella Penisola Arabica, in Iran e Pakistan. È di passo in Libano, Israele e Giordania, in India, Sri Lanka e sulle Maldive.